# DA Racing
DA Racing est une équipe de sport automobile française fondée en 2005 par l'ancien pilote automobile Dominique Dubourg. Elle participe au Championnat d'Europe de rallycross depuis 2014, ainsi qu'au Trophée Andros. Le pilote de l'équipe Jean-Baptiste Dubourg est quintuple vainqueur en titre du Trophée Andros .

## Résultats

### Championnat d'Europe de Rallycross
| Année | Équipe    | Pilote                | Voiture             | 1      | 2      | 3      | 4      | 5      | 6      | Position | Points |
| ----- | --------- | --------------------- | ------------------- | ------ | ------ | ------ | ------ | ------ | ------ | -------- | ------ |
| 2015  | DA Racing | Andréa Dubourg        | Renault Clio S1600  | POR 2  | BEL 3  | SUE 8  | FRA 2  | BAR 1  | ITA 10 | 5th      | 109    |
| 2015  | DA Racing | Jean-Baptiste Dubourg | Citroën C4 Supercar | BEL 8  | ALL 4  | NOR 7  | BAR 13 | ITA 2  |        | 5th      | 77     |
| 2016  | DA Racing | Jean-Baptiste Dubourg | DS 3 Supercar       | BEL 18 | NOR    | SUE    | BAR    | LET    |        | 23th     | 0      |
| 2017  | DA Racing | Andréa Dubourg        | DS 3 Supercar       | ESP 16 | NOR 16 | SUE 13 | FRA 21 | LET 25 |        | 22th     | 6      |
| 2018  | DA Racing | Andréa Dubourg        | Peugeot 208 WRX     | POR 2  | BEL 3  | SUE 8  | FRA 2  | BAR 1  | ITA 10 | 5th      | 109    |
| 2018  | DA Racing | Magda Andersson       | Peugeot 208 WRX     |        |        |        |        |        |        |          |        |
| 2019  | DA Racing | Andréa Dubourg        | Peugeot 208 WRX     | SIL 1  | NOR 1  | SUE 1  | ALL 1  | FRA 1  | LET 2  | 5th      |        |
| 2019  | DA Racing | Jean-Baptiste Dubourg | Peugeot 208 WRX     | SIL 3  | NOR 2  | SUE 3  | ALL 1  | FRA 2  | LET 1  | 2th      |        |
| 2020  | DA Racing | Andréa Dubourg        | Peugeot 208 WRX     | SUE 3  | LET 1  |        |        |        |        |          |        |
| 2020  | DA Racing | Jean-Baptiste Dubourg | Peugeot 208 WRX     | SUE 3  | LET 1  |        |        |        |        |          |        |

### Championnat du Monde de Rallycross
| Année | Équipe    | Pilote                | Voiture             | 1      | 2      | 3      | 4      | 5      | 6      | 7      | 8      | 9      | 10     | 11     | 12     | 13  | Position | Points |
| ----- | --------- | --------------------- | ------------------- | ------ | ------ | ------ | ------ | ------ | ------ | ------ | ------ | ------ | ------ | ------ | ------ | --- | -------- | ------ |
| 2015  | DA Racing | Jean-Baptiste Dubourg | Citroën C4 Supercar | POR 13 | HOC    | BEL    | GBR    | ALL    | SUE 18 | CAN    | NOR    | FRA 3  | BAR    | TUR    | ITA    | ARG | 17th     | 24     |
| 2016  | DA Racing | Jean-Baptiste Dubourg | DS 3 Supercar       | POR    | HOC 16 | BEL    | GBR    | NOR    | SUE    | CAN    | FRA    | BAR    | LET    | ALL    | ARG    |     |          |        |
| 2017  | DA Racing | Jean-Baptiste Dubourg | Peugeot 208 WRX     | ESP 12 | POR 17 | HOC 17 | BEL 17 | GBR 18 | NOR 15 | SUE 16 | CAN 17 | FRA 13 | LET    | ALL    | AFS 14 |     | 16th     | 17     |
| 2017  | DA Racing | Grégoire Demoustier   | Peugeot 208 WRX     | ESP 19 | POR 21 | HOC    | BEL 22 | GBR 19 | NOR    | SUE    | CAN 20 | FRA 23 | LET    | ALL    | AFS 19 |     | 34th     | -10    |
| 2017  | DA Racing | François Duval        | Peugeot 208 WRX     | ESP    | POR    | HOC    | BEL    | GBR    | NOR    | SUE    | CAN    | FRA    | LET 20 | ALL    | AFS    |     |          |        |
| 2017  | DA Racing | Davy Jeanney          | Peugeot 208 WRX     | ESP    | POR    | HOC    | BEL    | GBR    | NOR    | SUE    | CAN    | FRA    | LET    | ALL 18 | AFS    |     |          |        |

### Trophée Andros

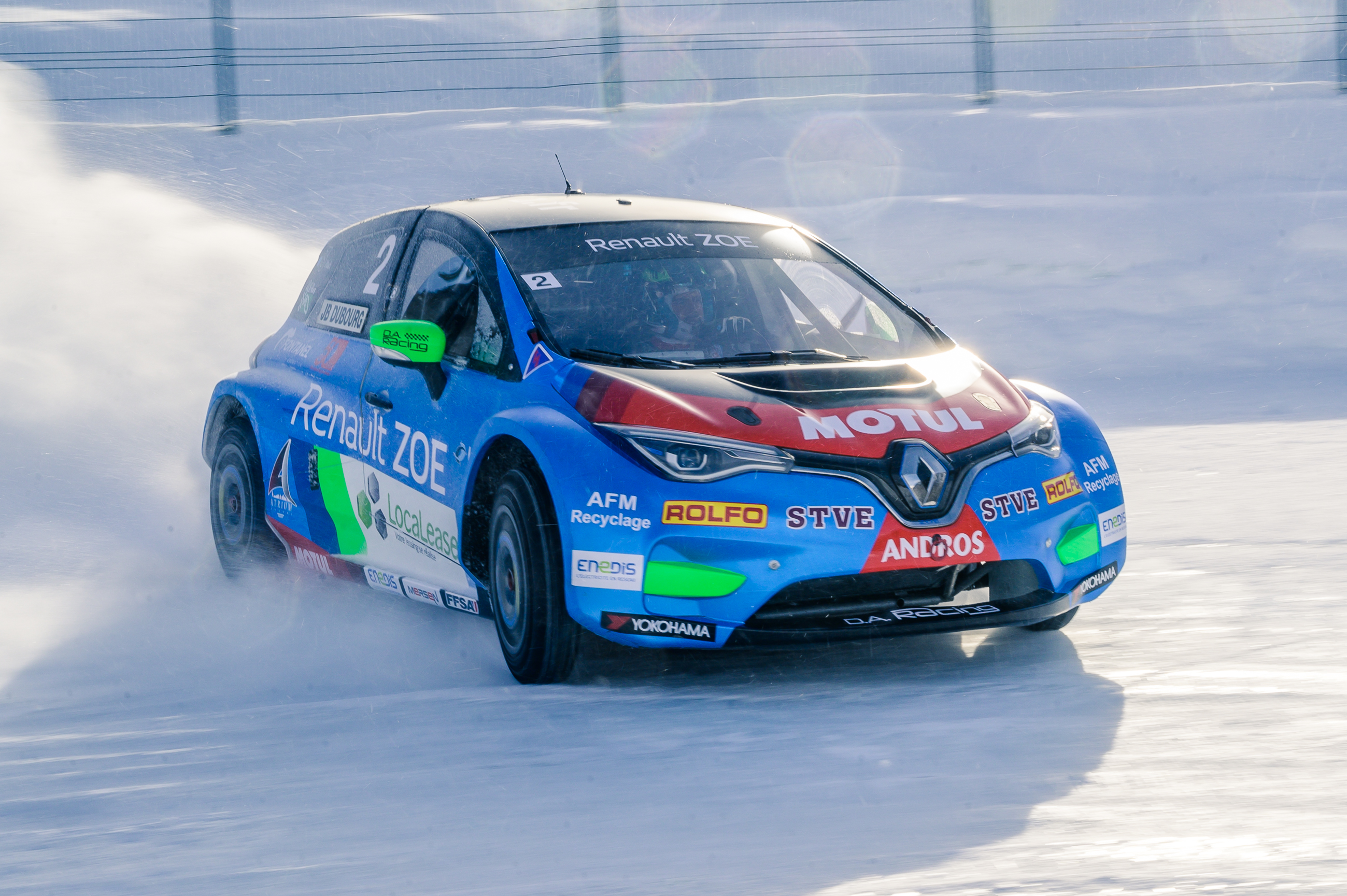
La Renault ZOE glace utilisée à partir de 2020 par le DA Racing sur le e-Trophée Andros

Elite Pro
| Année | Équipe    | Pilote                | Voiture      | 1      | 2      | 3      | 4      | 5      | 6       | 7      | 8      | 9      | 10     | 11     | 13     | 14     | Position | Points |
| ----- | --------- | --------------------- | ------------ | ------ | ------ | ------ | ------ | ------ | ------- | ------ | ------ | ------ | ------ | ------ | ------ | ------ | -------- | ------ |
| 2016  | DA Racing | Jean-Baptiste Dubourg | Renault Clio | VAL1 1 | VAL2 6 | AND1 5 | AND2 2 | HUE1 1 | HUE2 2  | ISO1 4 | ISO2 1 | LAN1 4 | LAN2 6 | BES 6  | STD1 2 | STD2 1 | 1st      | 604    |
| 2016  | DA Racing | Andréa Dubourg        | Renault Clio | VAL1 5 | VAL2 2 | AND1 6 | AND2 6 | HUE1 8 | HUE2 11 | ISO1 8 | ISO2 3 | LAN1 7 | LAN2 7 | BES 10 | STD1 6 | STD2 9 | 8th      | 506    |

## Palmarès
- Autocross
  - Victoire en 2008 en sprint-car Division 3 et en 2009 en Division 2 avec Andréa Dubourg
  - Victoire en 2012 en sprint-car Division 1 avec Jean-Baptiste Dubourg

- Championnat de France de rallycross
  - Victoire en 2013 en catégorie Super1600 avec Jean-Baptiste Dubourg
  - Vice-champion en 2014 en catégorie Supercar avec Jean-Baptiste Dubourg
  - Vice-champion en 2014 en catégorie Super1600 avec Andréa Dubourg

- Championnat d'Europe de rallycross Peugeot 208 WRX du DA Racing en Championnat d'Europe de rallycross

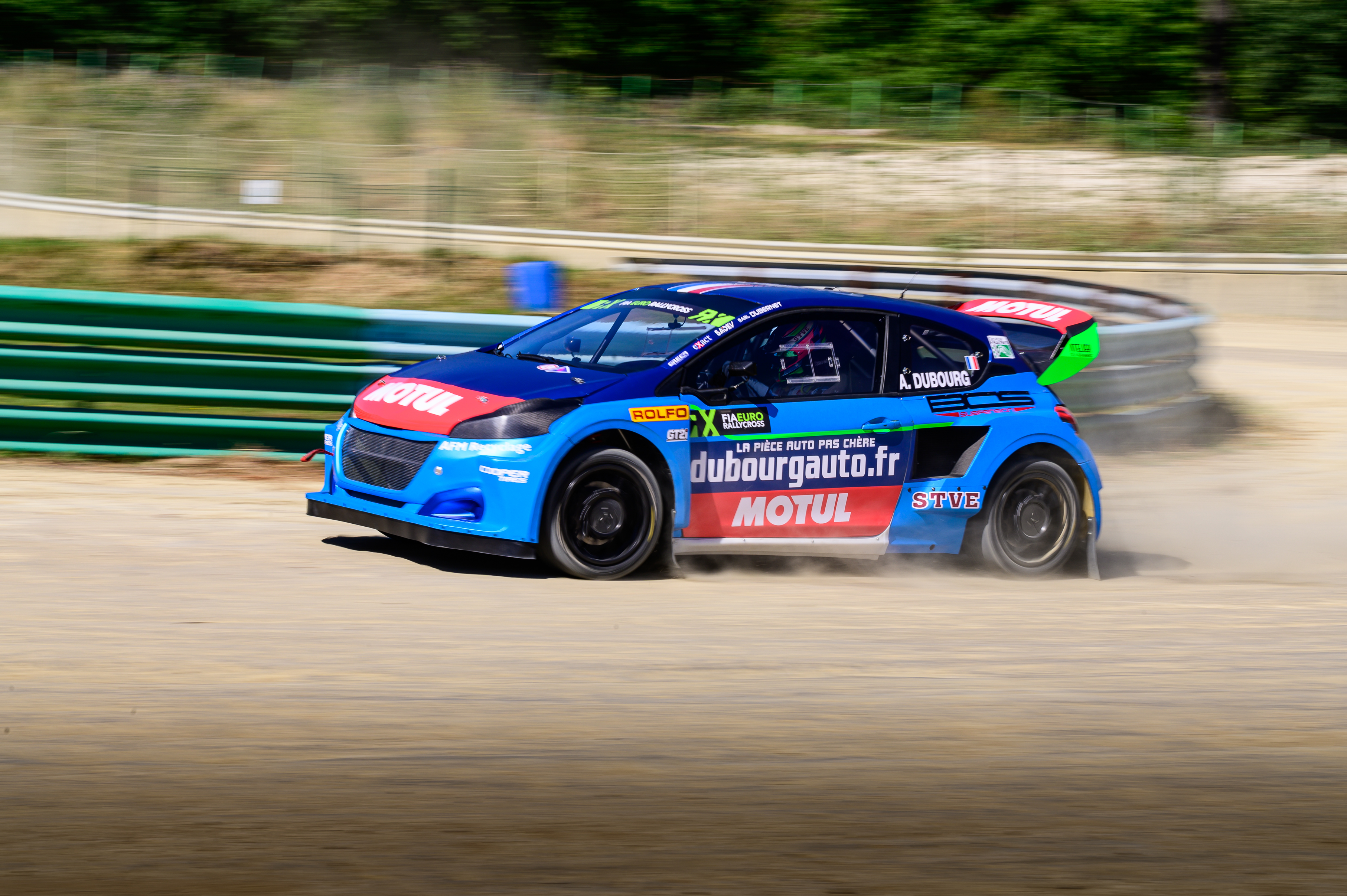
Peugeot 208 WRX du DA Racing en Championnat d'Europe de rallycross

  - Deuxième place en France à Lohéac en 2014, catégorie Super1600, avec Andréa Dubourg
  - Deuxième place au Portugal en 2015, catégorie Super1600, avec Andréa Dubourg
  - Troisième place en Belgique en 2015, catégorie Super1600, avec Andréa Dubourg
  - Deuxième place en Italie en 2015, catégorie Supercar, avec Jean-Baptiste Dubourg
  - Deuxième place en France à Lohéac en 2015, catégorie Super1600, avec Andréa Dubourg
  - Victoire à Barcelone en 2015, catégorie Super1600, avec Andréa Dubourg
  - Vice champion en 2019 avec Jean-Baptiste Dubourg
- Championnat du monde de rallycross
  - Troisième place en France à Lohéac en 2015, catégorie Supercar, avec Jean-Baptiste Dubourg[2]
- Trophée Andros
  - Victoire de Jean-Baptiste Dubourg en 2016 [3] 2017 [4] 2018[1] 2019 et 2021 [5]

## Pilotes et anciens pilotes
- Jean-Baptiste Dubourg
- Andréa Dubourg
- Nicolas Prost
- Grégoire Demoustier
- Andreas Bakkerud
- Davy Jeanney
- François Duval
- Marlène Broggi
- Romain Grosjean
- Franck Lagorce
- Emmanuel Moinel
- Hervé « Knapick » Lemonnier
- Christophe Jouet
- Margot Laffite